# Argentina Open 2022
L'Argentina Open 2022 è stato un torneo di tennis giocato sulla terra rossa nella categoria ATP Tour 250 nell'ambito dell'ATP Tour 2022. È stata la 83ª edizione del torneo. Si è giocato al Buenos Aires Lawn Tennis Club di Buenos Aires in Argentina, dal 7 al 13 febbraio 2022.

## Singolare

### Teste di serie
| Nazionale | Giocatore            | Ranking* | Testa di serie |
| --------- | -------------------- | -------- | -------------- |
| Norvegia  | Casper Ruud          | 8        | 1              |
| Argentina | Diego Schwartzman    | 14       | 2              |
| Italia    | Lorenzo Sonego       | 22       | 3              |
| Italia    | Fabio Fognini        | 31       | 4              |
| Serbia    | Dušan Lajović        | 38       | 5              |
| Argentina | Federico Delbonis    | 41       | 6              |
| Spagna    | Albert Ramos Viñolas | 44       | 7              |
| Serbia    | Laslo Đere           | 49       | 8              |

* Ranking al 31 gennaio 2022.

### Altri partecipanti
I seguenti giocatori hanno ricevuto una wildcard per il tabellone principale:
- Juan Martín del Potro
- Sebastián Báez
- Holger Rune

I seguenti giocatori hanno avuto accesso al tabellone principale come special exempt:
- Alejandro Tabilo
- Juan Ignacio Londero

I seguenti giocatori hanno avuto accesso al tabellone principale come protected ranking:
- Pablo Andújar
- Pablo Cuevas
- Fernando Verdasco

I seguenti giocatori sono passati dalle qualificazioni:

- Francisco Cerúndolo
- Hugo Dellien
- Tomás Martín Etcheverry
- Nicolás Jarry

### Ritiri
Prima del Torneo
- Dominic Thiem → sostituito da  Thiago Monteiro

## Doppio

### Teste di serie
| Nazionale | Giocatore      | Nazionale | Giocatore        | Ranking* | Testa di serie |
| --------- | -------------- | --------- | ---------------- | -------- | -------------- |
| Italia    | Simone Bolelli | Argentina | Máximo González  | 45       | 1              |
| Italia    | Fabio Fognini  | Argentina | Horacio Zeballos | 77       | 2              |
| Uruguay   | Ariel Behar    | Ecuador   | Gonzalo Escobar  | 77       | 3              |
| Uruguay   | Tomislav Brkić | Ecuador   | Nikola Ćaćić     | 79       | 4              |

* Ranking al 31 gennaio 2022.

### Wildcard
I seguenti giocatori hanno ricevuto una wild card per il tabellone principale:
- Francisco Cerúndolo /  Tomás Martín Etcheverry
- Holger Rune /  Thiago Agustín Tirante

## Punti
| Evento    | V   | F   | SF | QF | 2T | 1T   | Q    | Q2   | Q1   |
| Singolare | 250 | 150 | 90 | 45 | 20 | 0    | 12   | 6    | 0    |
| Doppio    | 250 | 150 | 90 | 45 | 0  | N.D. | N.D. | N.D. | N.D. |

## Montepremi
| Evento    | V       | F       | SF      | QF      | 2T      | 1T     | Q2     | Q1     |
| Singolare | 91600 $ | 53435 $ | 31410 $ | 18205 $ | 10570 $ | 6460 $ | 3230 $ | 1760 $ |
| Doppio *  | 31830 $ | 17030 $ | 9970 $  | 5580 $  | 3290 $  | N.D.   | N.D.   | N.D.   |

* per team

## Campioni

### Singolare
Casper Ruud ha sconfitto in finale  Diego Schwartzman con il punteggio di 5-7, 6-2, 6-3.
- È il settimo titolo in carriera per Ruud, il primo della stagione.

### Doppio
Santiago González /  Andrés Molteni hanno sconfitto in finale  Fabio Fognini /  Horacio Zeballos con il punteggio di 6-1, 6-1.